# Tecoluca
Tecoluca é um município localizado no departamento de San Vicente, em El Salvador.